# 八百津町
八百津町（やおつちょう）は、岐阜県加茂郡にある町。濃尾平野の北端部に位置し、木曽山脈に連なる地域である。中濃地域に含まれる。

## 地理
岐阜県中南部に位置し、面積の約8割が山林である。南側を木曽川本流に、北側を木曽川水系の飛騨川に挟まれている。海抜120m前後の河岸段丘に沿って住宅や農地が広がっているが、過疎化が進んで人口が減少傾向にある。

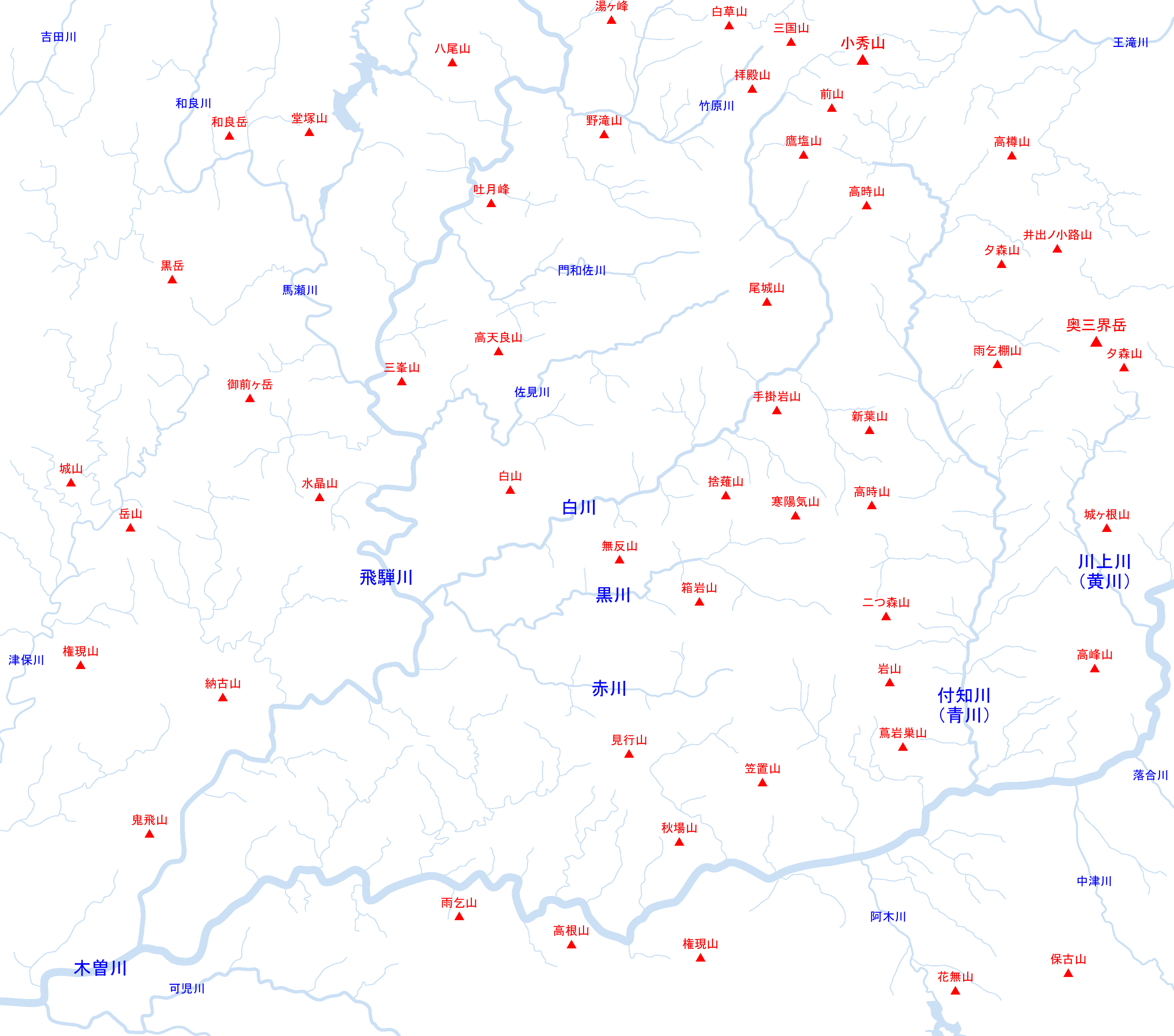
東濃五色川とその周辺の地理

- 山：見行山、権現山
- 河川：木曽川、飛騨川、愛知用水
- 湖沼：兼山ダム貯水池、丸山ダム貯水池

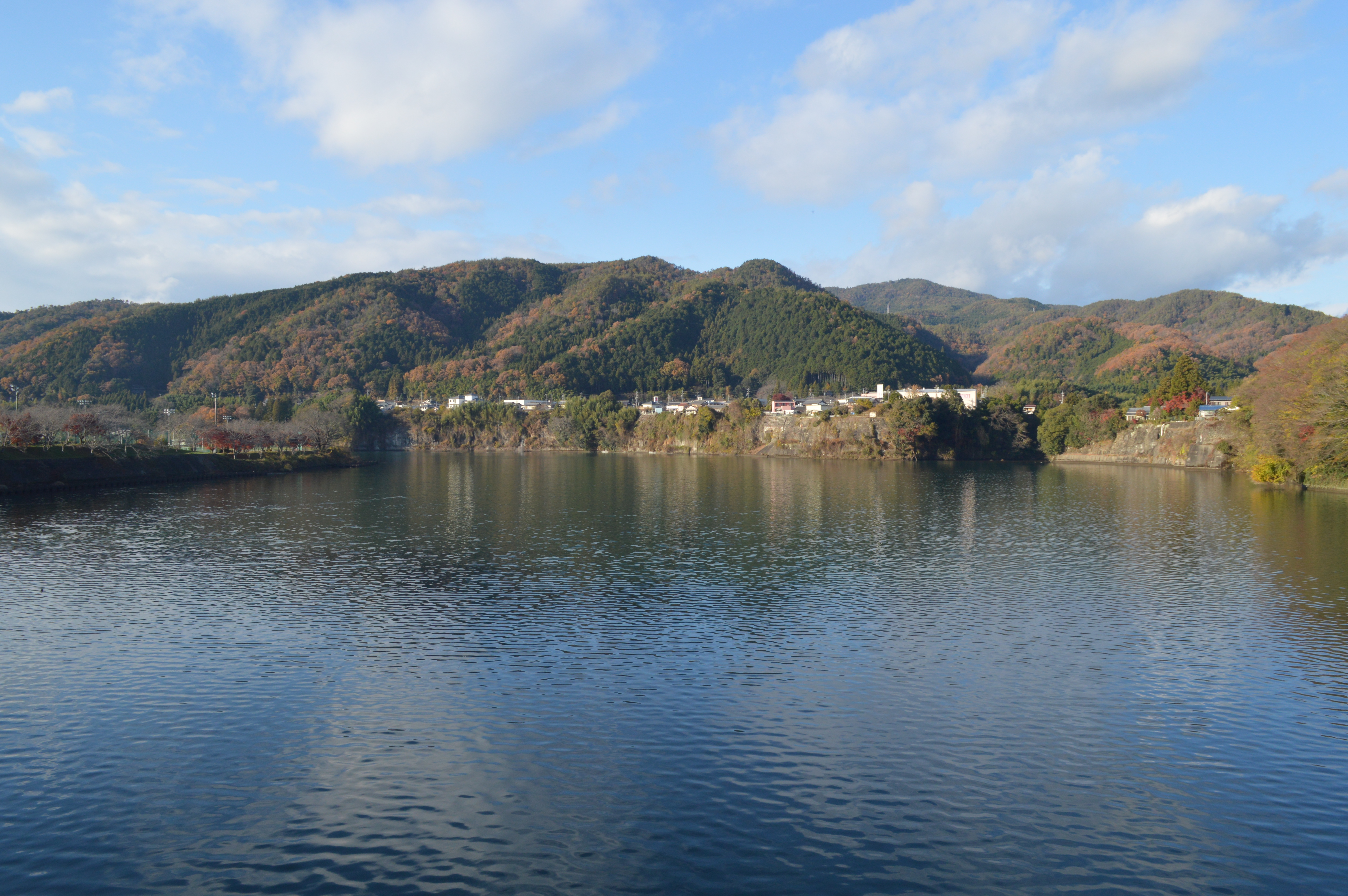
八百津橋から見た木曽川
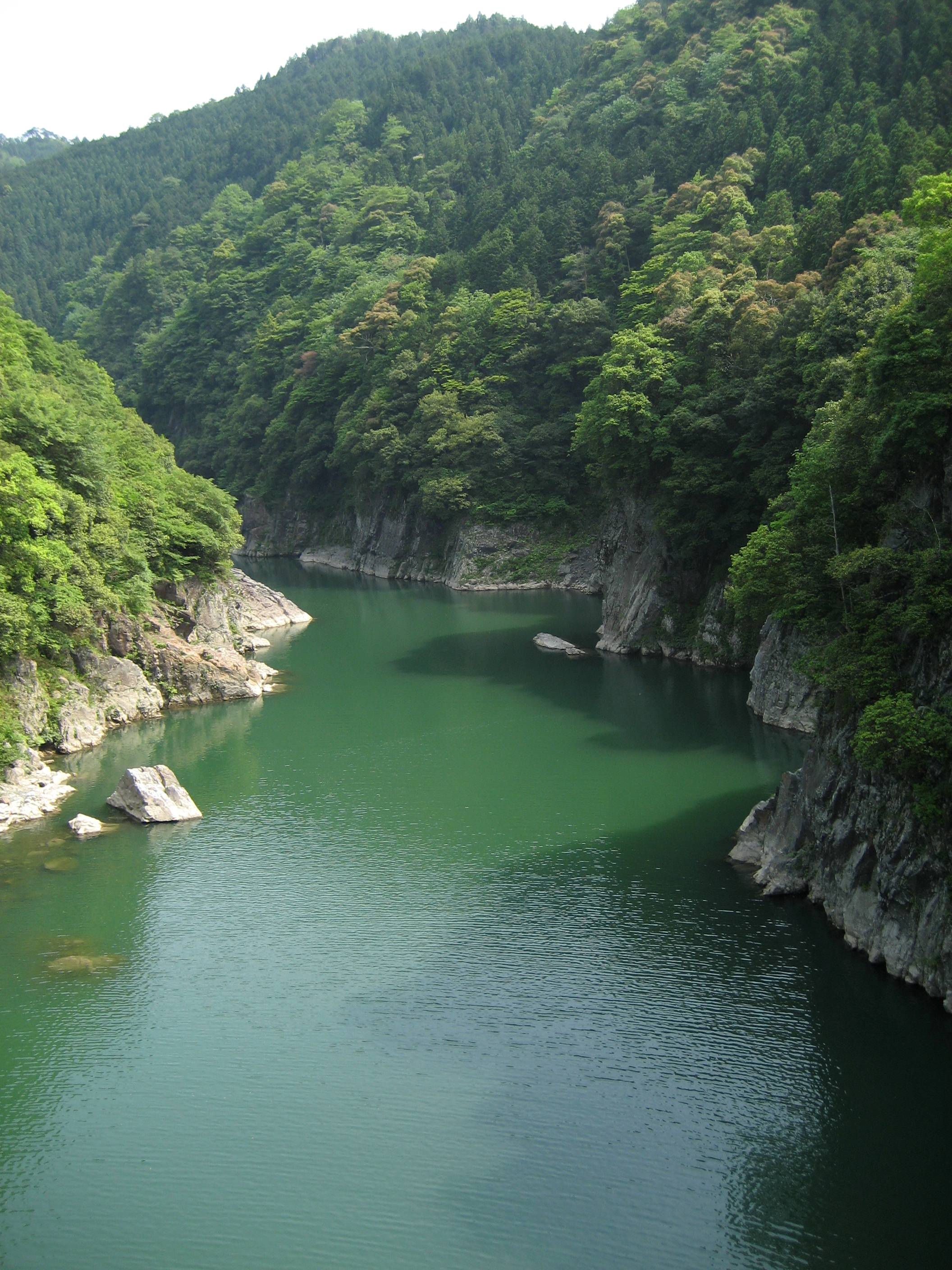
蘇水峡橋から見た木曽川の蘇水峡
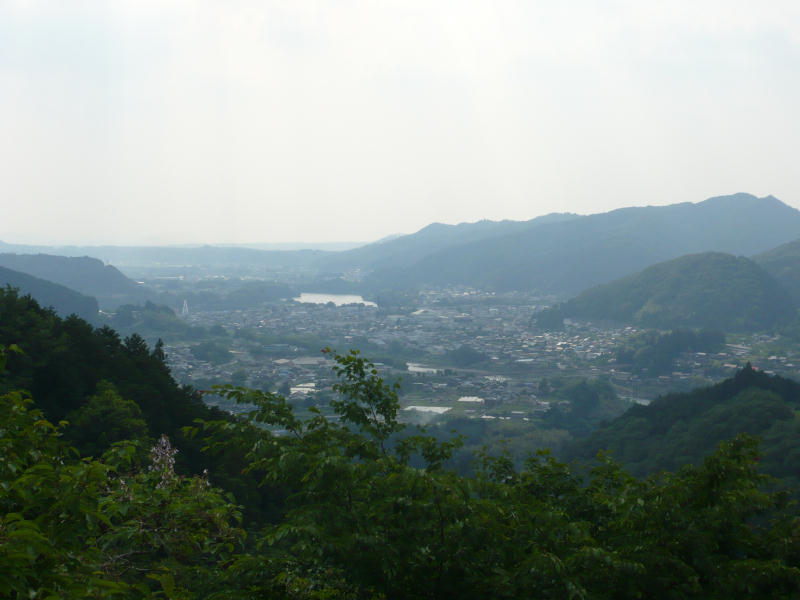
人道の丘公園から望む八百津町中心部
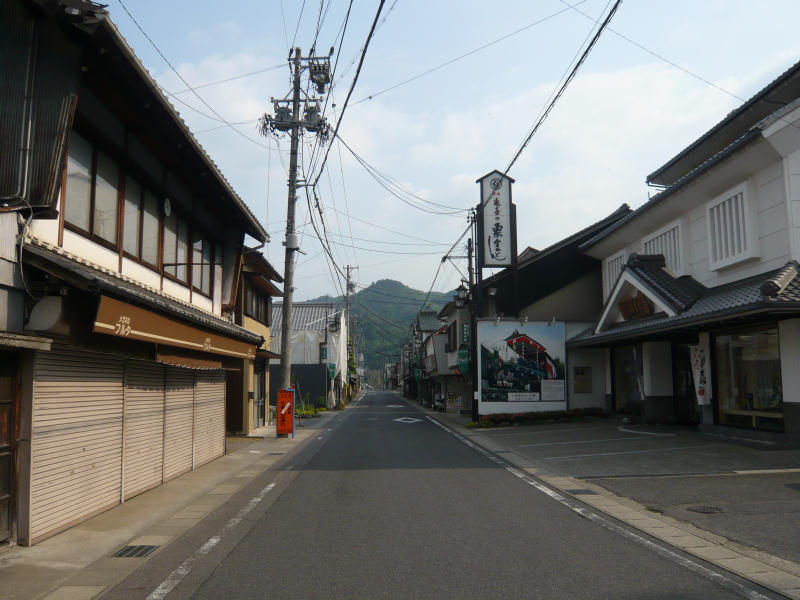
八百津本町の町並み

### 人口
| |                                          |  |
| 八百津町と全国の年齢別人口分布（2005年） | 八百津町の年齢・男女別人口分布（2005年） |  |
| ■紫色 ― 八百津町 ■緑色 ― 日本全国 | ■青色 ― 男性 ■赤色 ― 女性                |  |
| 八百津町（に相当する地域）の人口の推移 \| 1970年（昭和45年） \| 16,396人 \| \| \| 1975年（昭和50年） \| 15,822人 \| \| \| 1980年（昭和55年） \| 15,451人 \| \| \| 1985年（昭和60年） \| 15,215人 \| \| \| 1990年（平成2年） \| 14,731人 \| \| \| 1995年（平成7年） \| 14,323人 \| \| \| 2000年（平成12年） \| 13,632人 \| \| \| 2005年（平成17年） \| 12,935人 \| \| \| 2010年（平成22年） \| 12,045人 \| \| \| 2015年（平成27年） \| 11,027人 \| \| \| 2020年（令和2年） \| 10,195人 \| \| |                                          |  |
| 総務省統計局 国勢調査より |                                          |  |
| 1970年（昭和45年） | 16,396人                                 |  |
| 1975年（昭和50年） | 15,822人                                 |  |
| 1980年（昭和55年） | 15,451人                                 |  |
| 1985年（昭和60年） | 15,215人                                 |  |
| 1990年（平成2年） | 14,731人                                 |  |
| 1995年（平成7年） | 14,323人                                 |  |
| 2000年（平成12年） | 13,632人                                 |  |
| 2005年（平成17年） | 12,935人                                 |  |
| 2010年（平成22年） | 12,045人                                 |  |
| 2015年（平成27年） | 11,027人                                 |  |
| 2020年（令和2年） | 10,195人                                 |  |

### 地名
- 伊岐津志
- 上飯田
- 上牧野
- 上吉田
- 久田見
- 潮見
- 錦織
- 野上
- 福地
- 南戸
- 八百津
- 和知

## 歴史

### 地名「八百津」の由来
明治の町村制施行まで現在の大字八百津の地は「細目村」と称していた。町村制の公布を受けて細目村人民惣代が岐阜県知事に村名改称願を提出し、1889年（明治22年）に「八百津町」として町制を施行した。提出された「村名改称御願」によれば大宝2年（702年）に錦織中納言久道が美濃国岐蘇山道を開いた際にそれまで「赤江」と呼んでいた地を「八百津」と名付けたという。そして郡郷を定める際に加茂郡八百津と称したという。八百津は字名として残っているが、村名は錦織久道の従者であった細見次郎の姓から「細見村」とし、その後に細目村と転じたという。つまり、この故事から細目村の旧称は八百津であり、旧称に戻すため改称すると説明された。ただし1921年（大正10年）の『美濃国加茂郡誌』は、美濃国岐蘇山道を開いたことを記す『続日本紀』に錦織久道のことは記されていないと指摘している。

### 行政区画の変遷
- 1889年（明治22年）7月1日 - 加茂郡細目村が町制を施行して八百津町が発足する。
- 1955年（昭和30年）1月31日 - 和知村を編入する。
- 1955年（昭和30年）2月1日 - 可児郡錦津村との新設合併により改めて八百津町が発足する。
- 1955年（昭和30年）3月25日 - 美濃加茂市大字牧野の一部を編入合併する。
- 1956年（昭和31年）9月30日 - 潮南村、福地村、久田見村を編入合併する。
- 2003年（平成15年）4月1日 - 美濃加茂市と加茂郡の6町1村（坂祝町、富加町、川辺町、七宗町、八百津町、白川町、東白川村）が「美濃加茂市・加茂郡町村合併協議会」を設置する。
- 2004年（平成16年）12月31日 - 合併協議会が解散する。

### 変遷表
| 明治元年          |                                    | 明治3年 4月       | 明治4年 12月8日               | 明治7年 9月              | 明治12年 2月18日 郡区町村 編制法施行 | 明治22年 7月1日 町村制施行 | 明治30年 4月1日                 | 昭和25年 6月1日                         | 昭和28年 5月1日                                | 昭和29年 4月1日                   | 昭和30年 1月-3月                                  | 昭和31年 9月30日     | 現在                 |
| ----------------- | ---------------------------------- | ----------------- | ----------------------------- | ------------------------ | ------------------------------------ | -------------------------- | ------------------------------- | --------------------------------------- | ---------------------------------------------- | --------------------------------- | ------------------------------------------------- | -------------------- | -------------------- |
| 川並集落          | 加茂郡 上吉田村 (合併 年月日 不詳) | 加茂郡 上吉田村   | 加茂郡 上吉田村               | 加茂郡 上吉田村          | 加茂郡 上吉田村                      | 加茂郡 上吉田村            | 明治30年 4月1日 加茂郡 久田見村 | 加茂郡 久田見村                         | 昭和28年5月 ※川並集落が 加茂郡 上麻生村 に編入 | 加茂郡 七宗町 の一部              | 加茂郡 七宗町 の一部                              | 加茂郡 七宗町 の一部 | 加茂郡 七宗町 の一部 |
| その他            | 加茂郡 上吉田村 (合併 年月日 不詳) | 加茂郡 上吉田村   | 加茂郡 上吉田村               | 加茂郡 上吉田村          | 加茂郡 上吉田村                      | 加茂郡 上吉田村            | 明治30年 4月1日 加茂郡 久田見村 | 加茂郡 久田見村                         | 加茂郡 久田見村                                | 加茂郡 久田見村                   | 加茂郡 久田見村                                   | 加茂郡 八百津町      | 加茂郡 八百津町      |
| 加茂郡 久田見村   | 加茂郡 久田見村                    | 加茂郡 久田見村   | 加茂郡 久田見村               | 加茂郡 久田見村          | 加茂郡 久田見村                      | 加茂郡 久田見村            | 明治30年 4月1日 加茂郡 久田見村 | 加茂郡 久田見村                         | 加茂郡 久田見村                                | 加茂郡 久田見村                   | 加茂郡 久田見村                                   | 加茂郡 八百津町      | 加茂郡 八百津町      |
| 加茂郡 福地村     | 加茂郡 福地村                      | 加茂郡 福地村     | 加茂郡 福地村                 | 加茂郡 福地村            | 加茂郡 福地村                        | 加茂郡 福地村              | 加茂郡 福地村                   | 加茂郡 福地村                           | 加茂郡 福地村                                  | 加茂郡 福地村                     | 加茂郡 福地村                                     | 加茂郡 八百津町      | 加茂郡 八百津町      |
| 加茂郡 潮見村     | 加茂郡 潮見村                      | 加茂郡 潮見村     | 加茂郡 潮見村                 | 加茂郡 潮見村            | 加茂郡 潮見村                        | 加茂郡 潮見村              | 明治30年 4月1日 加茂郡 潮南村   | 加茂郡 潮南村 ※入野集落が 恵那市 に編入 | 加茂郡 潮南村                                  | 加茂郡 潮南村                     | 加茂郡 潮南村                                     | 加茂郡 八百津町      | 加茂郡 八百津町      |
| 加茂郡 峯村       | 加茂郡 峯村                        | 加茂郡 峯村       | 明治4年 12月8日 加茂郡 南戸村 | 加茂郡 南戸村            | 加茂郡 南戸村                        | 加茂郡 南戸村              | 明治30年 4月1日 加茂郡 潮南村   | 加茂郡 潮南村 ※入野集落が 恵那市 に編入 | 加茂郡 潮南村                                  | 加茂郡 潮南村                     | 加茂郡 潮南村                                     | 加茂郡 八百津町      | 加茂郡 八百津町      |
| 加茂郡 下立村     | 加茂郡 下立村                      | 加茂郡 下立村     | 明治4年 12月8日 加茂郡 南戸村 | 加茂郡 南戸村            | 加茂郡 南戸村                        | 加茂郡 南戸村              | 明治30年 4月1日 加茂郡 潮南村   | 加茂郡 潮南村 ※入野集落が 恵那市 に編入 | 加茂郡 潮南村                                  | 加茂郡 潮南村                     | 加茂郡 潮南村                                     | 加茂郡 八百津町      | 加茂郡 八百津町      |
| 可児郡 伊岐津志村 | 可児郡 伊岐津志村                  | 可児郡 伊岐津志村 | 可児郡 伊岐津志村             | 可児郡 伊岐津志村        | 可児郡 伊岐津志村                    | 可児郡 錦津村              | 可児郡 錦津村                   | 可児郡 錦津村                           | 可児郡 錦津村                                  | 可児郡 錦津村                     | 昭和30年 2月1日 八百津町                          | 加茂郡 八百津町      | 加茂郡 八百津町      |
| 可児郡 錦織村     | 可児郡 錦織村                      | 可児郡 錦織村     | 可児郡 錦織村                 | 可児郡 錦織村            | 可児郡 錦織村                        | 可児郡 錦津村              | 可児郡 錦津村                   | 可児郡 錦津村                           | 可児郡 錦津村                                  | 可児郡 錦津村                     | 昭和30年 2月1日 八百津町                          | 加茂郡 八百津町      | 加茂郡 八百津町      |
| 加茂郡 細目村     | 加茂郡 細目村 (合併 年月日 不詳)   | 加茂郡 細目村     | 加茂郡 細目村                 | 加茂郡 細目村            | 加茂郡 細目村                        | 加茂郡 細目村              | 加茂郡 細目村                   | 加茂郡 細目村                           | 加茂郡 細目村                                  | 加茂郡 細目村                     | 昭和30年 2月1日 八百津町                          | 加茂郡 八百津町      | 加茂郡 八百津町      |
| 加茂郡 大迫間村   | 加茂郡 細目村 (合併 年月日 不詳)   | 加茂郡 細目村     | 加茂郡 細目村                 | 加茂郡 細目村            | 加茂郡 細目村                        | 加茂郡 細目村              | 加茂郡 細目村                   | 加茂郡 細目村                           | 加茂郡 細目村                                  | 加茂郡 細目村                     | 昭和30年 2月1日 八百津町                          | 加茂郡 八百津町      | 加茂郡 八百津町      |
| 加茂郡 鯉居村     | 加茂郡 細目村 (合併 年月日 不詳)   | 加茂郡 細目村     | 加茂郡 細目村                 | 加茂郡 細目村            | 加茂郡 細目村                        | 加茂郡 細目村              | 加茂郡 細目村                   | 加茂郡 細目村                           | 加茂郡 細目村                                  | 加茂郡 細目村                     | 昭和30年 2月1日 八百津町                          | 加茂郡 八百津町      | 加茂郡 八百津町      |
| 加茂郡 油皆渡村   | 加茂郡 細目村 (合併 年月日 不詳)   | 加茂郡 細目村     | 加茂郡 細目村                 | 加茂郡 細目村            | 加茂郡 細目村                        | 加茂郡 細目村              | 加茂郡 細目村                   | 加茂郡 細目村                           | 加茂郡 細目村                                  | 加茂郡 細目村                     | 昭和30年 2月1日 八百津町                          | 加茂郡 八百津町      | 加茂郡 八百津町      |
| 加茂郡 杣澤村     | 加茂郡 細目村 (合併 年月日 不詳)   | 加茂郡 細目村     | 加茂郡 細目村                 | 加茂郡 細目村            | 加茂郡 細目村                        | 加茂郡 細目村              | 加茂郡 細目村                   | 加茂郡 細目村                           | 加茂郡 細目村                                  | 加茂郡 細目村                     | 昭和30年 2月1日 八百津町                          | 加茂郡 八百津町      | 加茂郡 八百津町      |
| 加茂郡 北山村     | 加茂郡 細目村 (合併 年月日 不詳)   | 加茂郡 細目村     | 加茂郡 細目村                 | 加茂郡 細目村            | 加茂郡 細目村                        | 加茂郡 細目村              | 加茂郡 細目村                   | 加茂郡 細目村                           | 加茂郡 細目村                                  | 加茂郡 細目村                     | 昭和30年 2月1日 八百津町                          | 加茂郡 八百津町      | 加茂郡 八百津町      |
| 加茂郡 和知村     | 加茂郡 和知村                      | 加茂郡 和知村     | 加茂郡 和知村                 | 加茂郡 和知村            | 加茂郡 和知村                        | 加茂郡 和知村              | 加茂郡 和知村                   | 加茂郡 和知村                           | 加茂郡 和知村                                  | 加茂郡 和知村                     | 昭和30年 1月31日 加茂郡 八百津町 に編入           | 加茂郡 八百津町      | 加茂郡 八百津町      |
| 加茂郡 野上村     | 加茂郡 野上村                      | 加茂郡 野上村     | 加茂郡 野上村                 | 加茂郡 野上村            | 加茂郡 野上村                        | 加茂郡 和知村              | 加茂郡 和知村                   | 加茂郡 和知村                           | 加茂郡 和知村                                  | 加茂郡 和知村                     | 昭和30年 1月31日 加茂郡 八百津町 に編入           | 加茂郡 八百津町      | 加茂郡 八百津町      |
| 加茂郡 上飯田村   | 加茂郡 上飯田村                    | 加茂郡 上飯田村   | 加茂郡 上飯田村               | 加茂郡 上飯田村          | 加茂郡 上飯田村                      | 加茂郡 和知村              | 加茂郡 和知村                   | 加茂郡 和知村                           | 加茂郡 和知村                                  | 加茂郡 和知村                     | 昭和30年 1月31日 加茂郡 八百津町 に編入           | 加茂郡 八百津町      | 加茂郡 八百津町      |
| 加茂郡 上牧野村   | 加茂郡 上牧野村                    | 加茂郡 上牧野村   | 加茂郡 上牧野村               | 明治7年9月 加茂郡 牧野村 | 加茂郡 牧野村                        | 加茂郡 和知村              | 加茂郡 和知村                   | 加茂郡 和知村                           | 加茂郡 和知村                                  | 昭和29年 4月1日 美濃加茂市 に編入 | 昭和30年 3月25日 ※上牧野を 加茂郡 八百津町 に編入 | 加茂郡 八百津町      | 加茂郡 八百津町      |
| 加茂郡 下牧野村   | 加茂郡 下牧野村                    | 加茂郡 下牧野村   | 加茂郡 下牧野村               | 明治7年9月 加茂郡 牧野村 | 加茂郡 牧野村                        | 加茂郡 和知村              | 加茂郡 和知村                   | 加茂郡 和知村                           | 加茂郡 和知村                                  | 昭和29年 4月1日 美濃加茂市 に編入 | 美濃加茂市                                        | 美濃加茂市           | 美濃加茂市           |

## 行政・議会

### 町長
2024年現在、金子政則が3期目を務める。金子は2016年、赤塚新吾町長引退表明後の新人3人の選挙戦を制して初当選。2020年の選挙では無投票で再選。2024年の選挙では元町議を破って3選。
- 松浦礼造 1889年10月 - 1893年9月[7]
- 永田収輔 1893年10月 - 1899年7月[7]
- 永田確郎 1899年8月 -1907年8月[7]
- 佐藤関三郎 1907年8月 - 1909年3月[7]
- 大川金左衛門 1909年4月 - 1919年9月[7]
- 永田収輔 1919年10月 - 1921年11月[7]
- 交告清市 1921年12月 - 1927年7月[7]
- 吉田肇 1927年8月 - 1928年3月[7]
- 加藤春幸 1928年5月 - 1937年8月[7]
- 中野源六 1937年10月 - 1945年10月[7]
- 有賀好風 1945年11月 - 1948年9月[7]
- 佐藤鉄麿 1948年11月 - 1954年9月[7]
- 交告正郎 1954年10月 - 1955年1月[7]
- 飯田藤行 1955年（昭和30年）3月 - 1974年（昭和49年）12月[8]
- 荒井正義 1975年（昭和50年）2月 - 1996年（平成8年）1月[8]
- 赤塚新吾 1996年（平成8年）1月28日 - 2016年（平成28年）1月27日
- 金子政則 2016年（平成28年）1月28日 - 現職

### 町議会
2023年現在の議員定数は10人である。
1999年に18人から15人へ、2005年に15人から10人へ削減された。

### 姉妹都市・提携都市
- カウナス市（リトアニア カウナス郡）
  - 2019年2月14日提携

## 経済

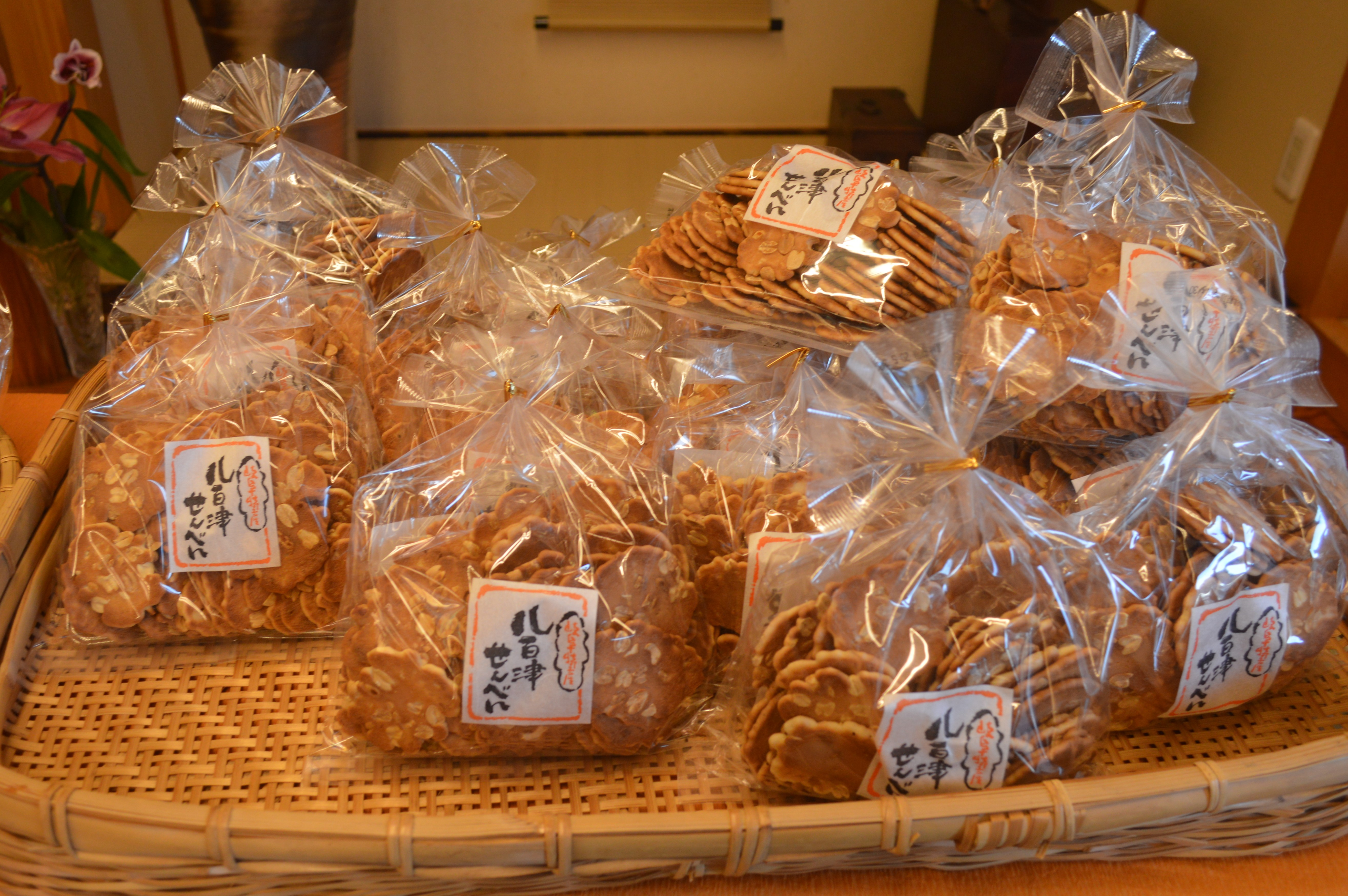
八百津煎餅

古くから林業が行われている地域であるが農林水産業以外に第2次産業の製造業が盛んな地域である。八百津町の地場産業として八百津せんべい（八百津煎餅）がある。1921年（大正10年）に初めて八百津町で煎餅が生産された。昭和時代に全国各地に出荷する煎餅の産地となった。最盛期には150以上の事業所がある一大産地だったが、高度経済成長期に大量生産体制が確立されると供給過剰となり、2006年（平成18年）時点では約35の事業所にまで減少している。
- 内堀醸造（酢の製造会社）
- 味噌平醸造（醤油や味噌の製造会社）
- 合資会社山田商店（蔵元やまだ、酒蔵）
- 花盛酒造（酒蔵）
- 佐合食品工業（こんにゃく製品の販売）
- わたげの家（障害者雇用）

## 施設
国土交通省
- 中部地方整備局
  - 新丸山ダム工事事務所

警察
- 岐阜県警察加茂警察署
  - 八百津交番
  - 久田見駐在所

消防
- 可茂消防事務組合中消防署
  - 八百津出張所

消防団
- 八百津町消防団

郵便局
- 久田見郵便局
- 潮南郵便局
- 八百津郵便局（集配局）
- 和知郵便局
- 福地簡易郵便局

役場
- 八百津町役場
  - 錦津出張所
  - 久田見出張所
  - 福地出張所
  - 潮南出張所
  - 和知出張所

医療機関
- 伊佐治病院

文化施設
- 八百津町ファミリーセンター
- 八百津町B&G海洋センター

## 教育

### 小学校
- 八百津町立八百津小学校
- 八百津町立錦津小学校
- 八百津町立和知小学校
- 八百津町立久田見小学校

### 中学校
- 八百津町立八百津中学校
- 八百津町立八百津東部中学校

### 高等学校
- 岐阜県立八百津高等学校

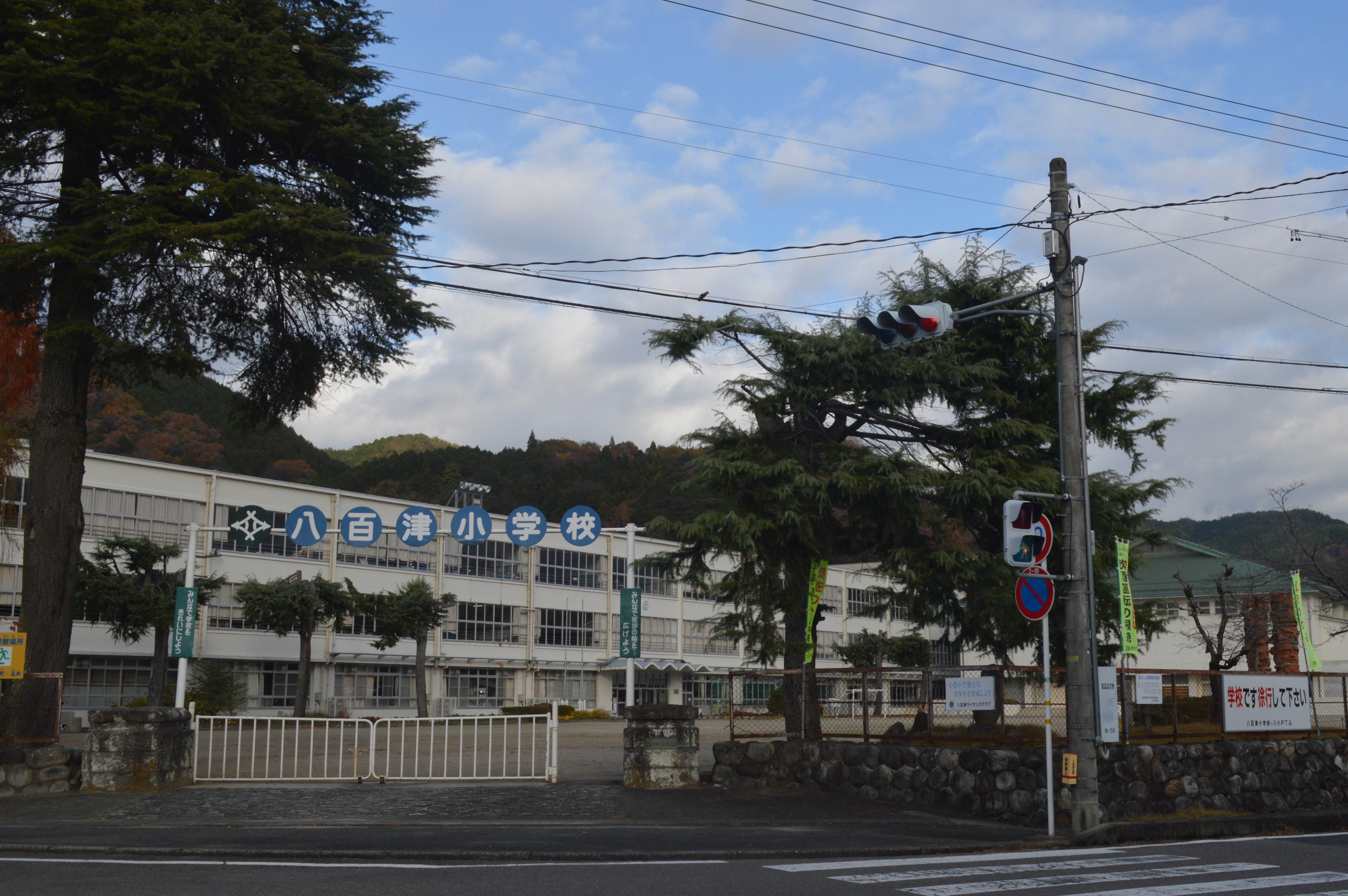
八百津町立八百津小学校
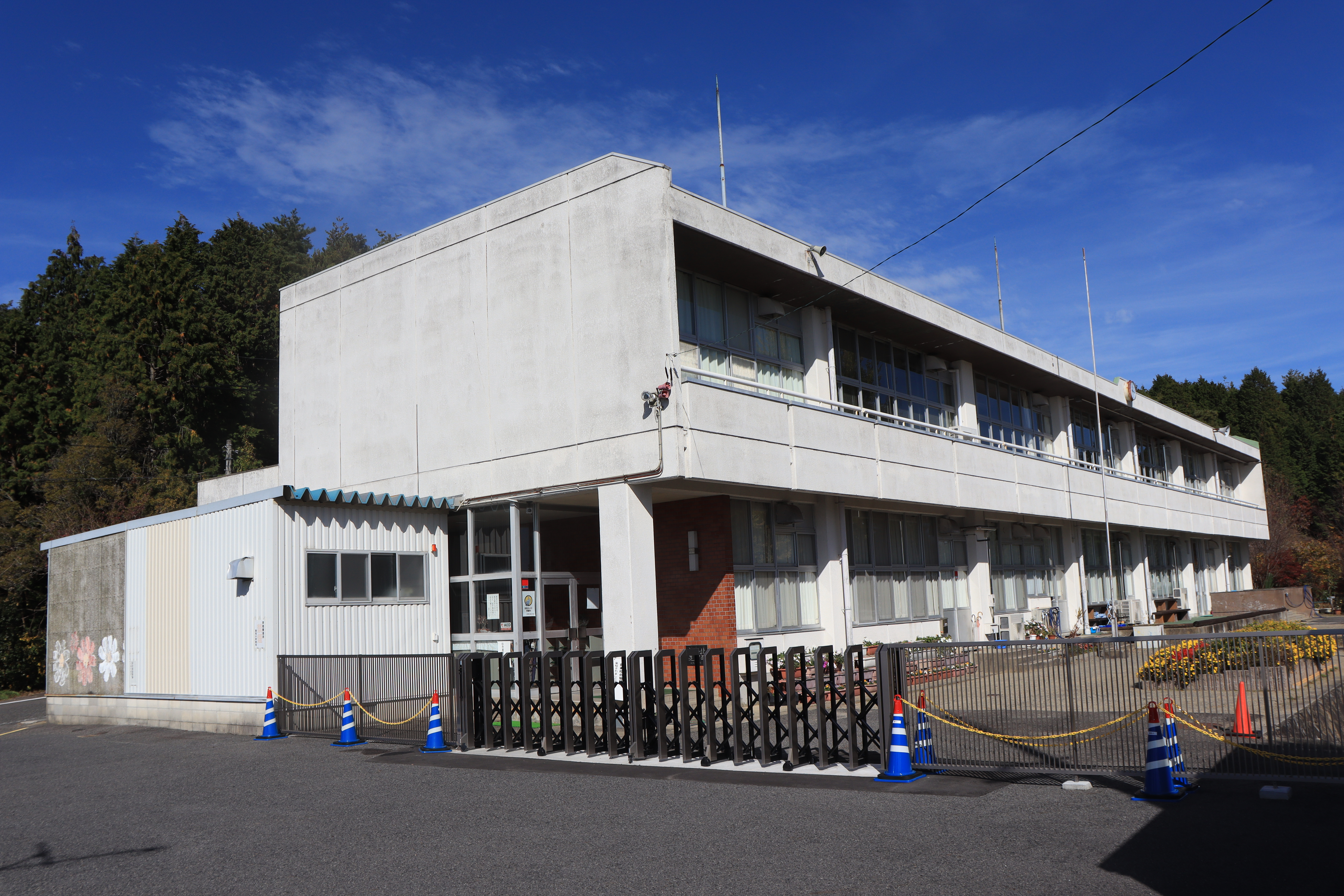
八百津町立潮見小学校 (2023年03月31日閉校)
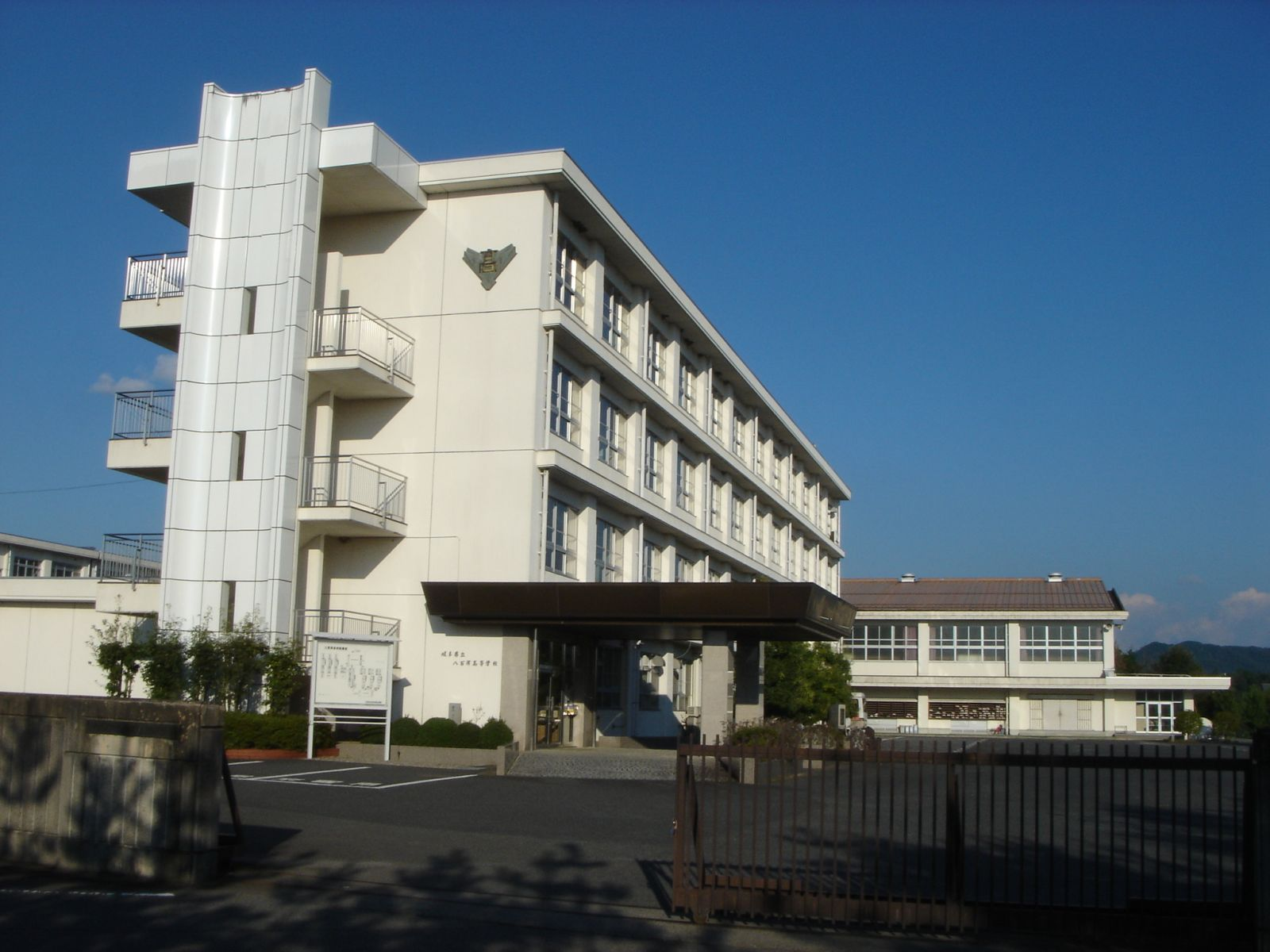
岐阜県立八百津高等学校

## 交通

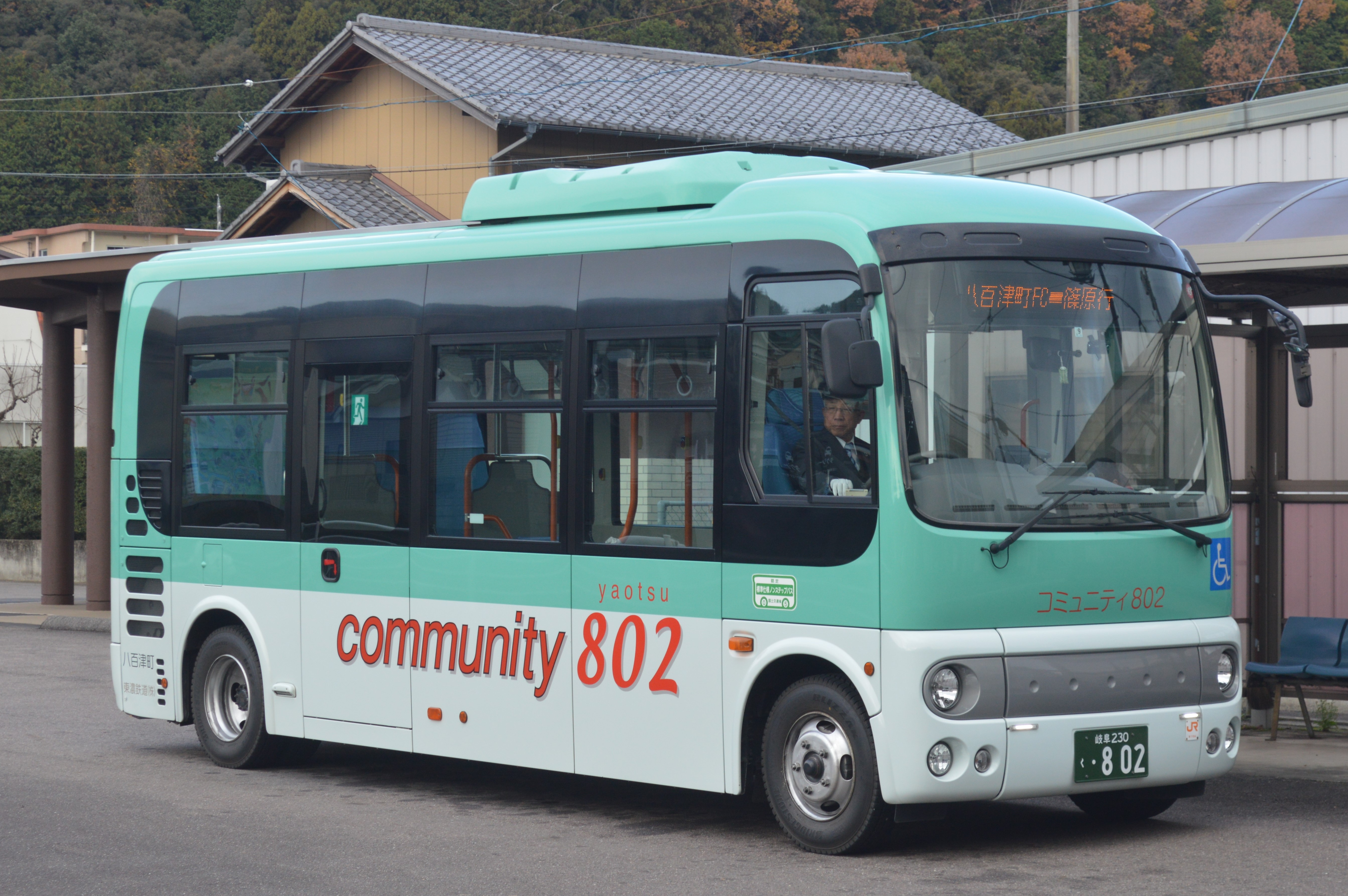
コミュニティバス802（2020年9月廃止）

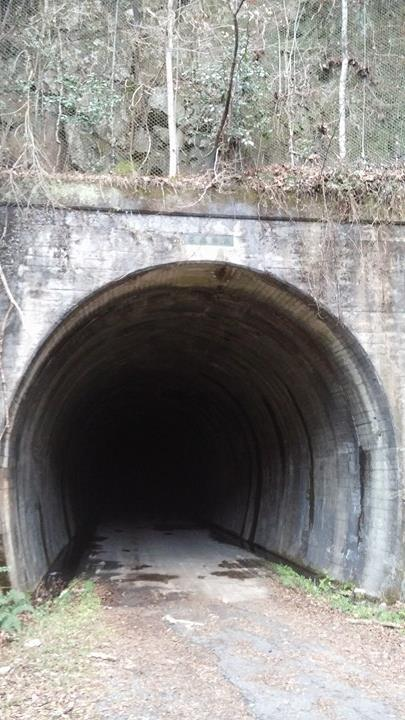
二股トンネル

### 鉄道
かつては木曽川の南岸を名鉄八百津線が通っており、可児市方面に通じていた。廃止時点では大字伊岐津志に中野駅と八百津駅の2駅があった。名鉄八百津線は2001年（平成13年）に廃止され、八百津町を通る鉄道路線は無くなった。

### バス
- YAOバス - 東濃鉄道が委託運行するコミュニティバス。名鉄八百津線の廃線に伴う代替バス。
- 八百津町西部コミュニティバス（西部やおまる）
- 八百津町東部デマンド交通（東部やおまる）
- コミュニティバス802 - 2020年9月廃止
- 東鉄バス - 民間バス。八百津町と美濃加茂市のJR美濃太田駅を結ぶ路線が運行されている。

### 道路

#### 高速道路
町の西端を東海環状自動車道が走るが、町内にインターチェンジはない。南に可児御嵩インターチェンジ、西に美濃加茂インターチェンジがある。

#### 一般国道
- 国道418号
- 国道41号

#### 一般県道
- 岐阜県道83号多治見白川線
- 岐阜県道350号野上古井線
- 岐阜県道351号御嵩川辺線
- 岐阜県道352号大西瑞浪線 - 八百津町内は通行不能
- 岐阜県道353号篠原八百津線
- 岐阜県道358号井尻八百津線
- 岐阜県道365号和知兼山停車場線
- 岐阜県道381号多治見八百津線
- 岐阜県道402号中野方七宗線
- 岐阜県道412号恵那八百津線

#### 町内の道路通称名
- 犬山街道 - 岐阜県道83号多治見白川線の一部、岐阜県道381号多治見八百津線の一部。
- 木曽川ハクウンボク街道 - 国道418号
- 人道のサクラ街道 - 岐阜県道83号多治見白川線

## 名所・祭事

### 神社
- 大舩神社
- 熊野神社（八百津）
- 神明神社（八百津芦渡）
- 諏訪神社（元八百津）
- 神明神社（久田見）
- 中森神社（福地外）
- 南宮神社（伊岐津志）
- 八幡神社（和知）

### 寺院

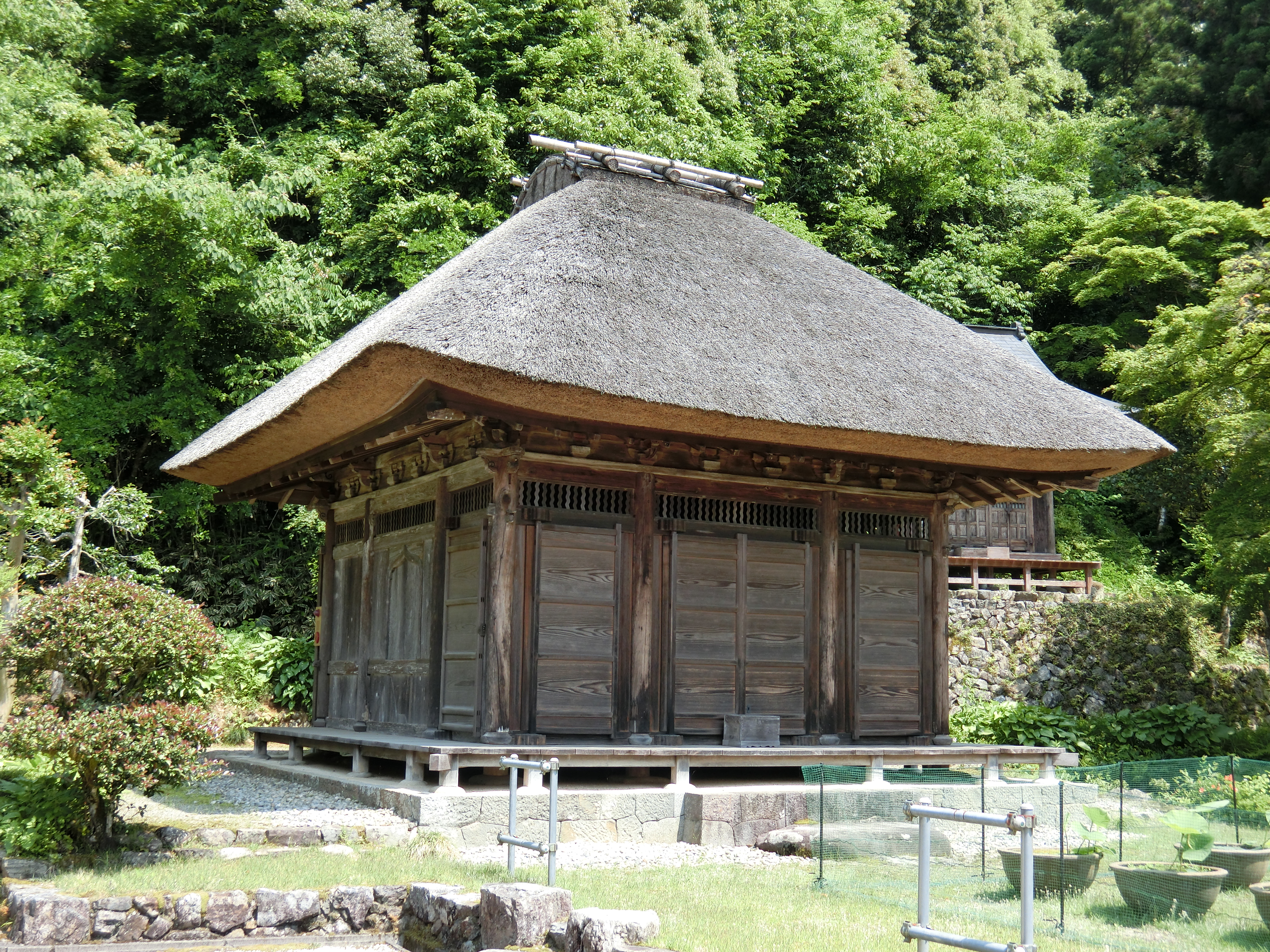
明鏡寺観音堂

- 明鏡寺 - 臨済宗妙心寺派の寺院。観音堂は国の重要文化財。
- 大仙寺 - 臨済宗妙心寺派の寺院。
- 正伝寺 - 臨済宗妙心寺派の寺院。
- 華厳寺 - 臨済宗妙心寺派の寺院。
- 長康寺 - 臨済宗妙心寺派の寺院。
- 正宗寺 - 臨済宗妙心寺派の寺院。
- 見性寺 - 臨済宗妙心寺派の寺院。
- 福壽寺 - 臨済宗妙心寺派の寺院。
- 寶蔵寺 - 臨済宗妙心寺派の寺院。
- 南陽寺 - 臨済宗南禅寺派の寺院。
- 善恵寺 - 西山浄土宗の寺院。
- 東光寺 - 高野山真言宗の寺院。
- 潮見寺 - 高野山真言宗の寺院。
- 松林寺 - 真言宗智山派の寺院。
- 等覺寺 - 真宗大谷派の寺院。
- 法誓寺 - 真宗大谷派の寺院。
- 潮久寺 -

### 観光スポット
- 人道の丘公園・杉原千畝記念館

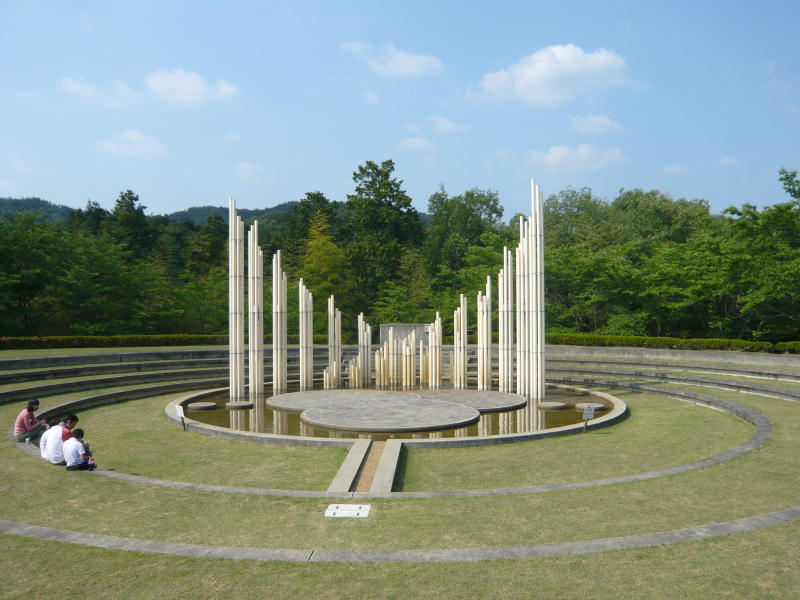
人道の丘公園 シンボルモニュメント

- めい想の森 - 公園。私の青空 八百津の森づくりが開催される。
- 五宝滝 - 落差約80 mの滝。かつては宮本武蔵ゆかりの地とされたが、専門家の間では珍説扱いされている[13]。
- 蘇水峡 - 木曽川の丸山ダム下流にある峡谷。「木曽三川三十六景」に選定されている。
- 上代田 - 「日本の棚田百選」に選定されている棚田。
- 旧八百津発電所資料館 - 博物館。本館などは国の重要文化財。
- 新旅足橋 - 旅足川に架かる橋。バンジージャンプ施設「岐阜バンジー」を併設する。

### 名物
- 栗きんとん
- 八百津せんべい

### 祭事
- 八百津だんじり祭り - 八百津地区の大舩神社を中心に開催される祭礼。毎年4月第2土曜・日曜日。
- 久田見まつり - 久田見地区の神明神社・白鬚神社で開催される祭礼。毎年4月第3土曜・日曜日。

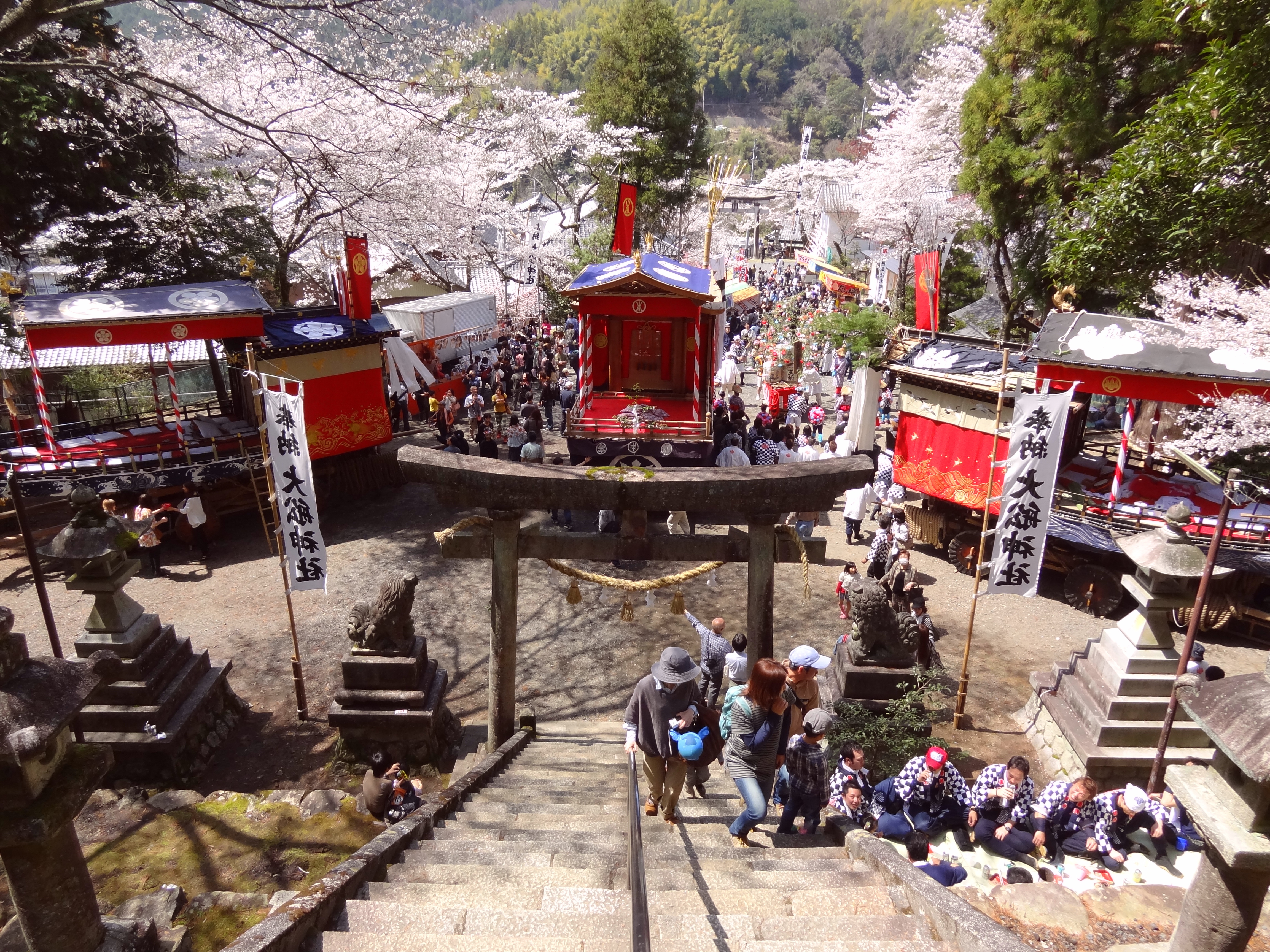
八百津だんじり祭り
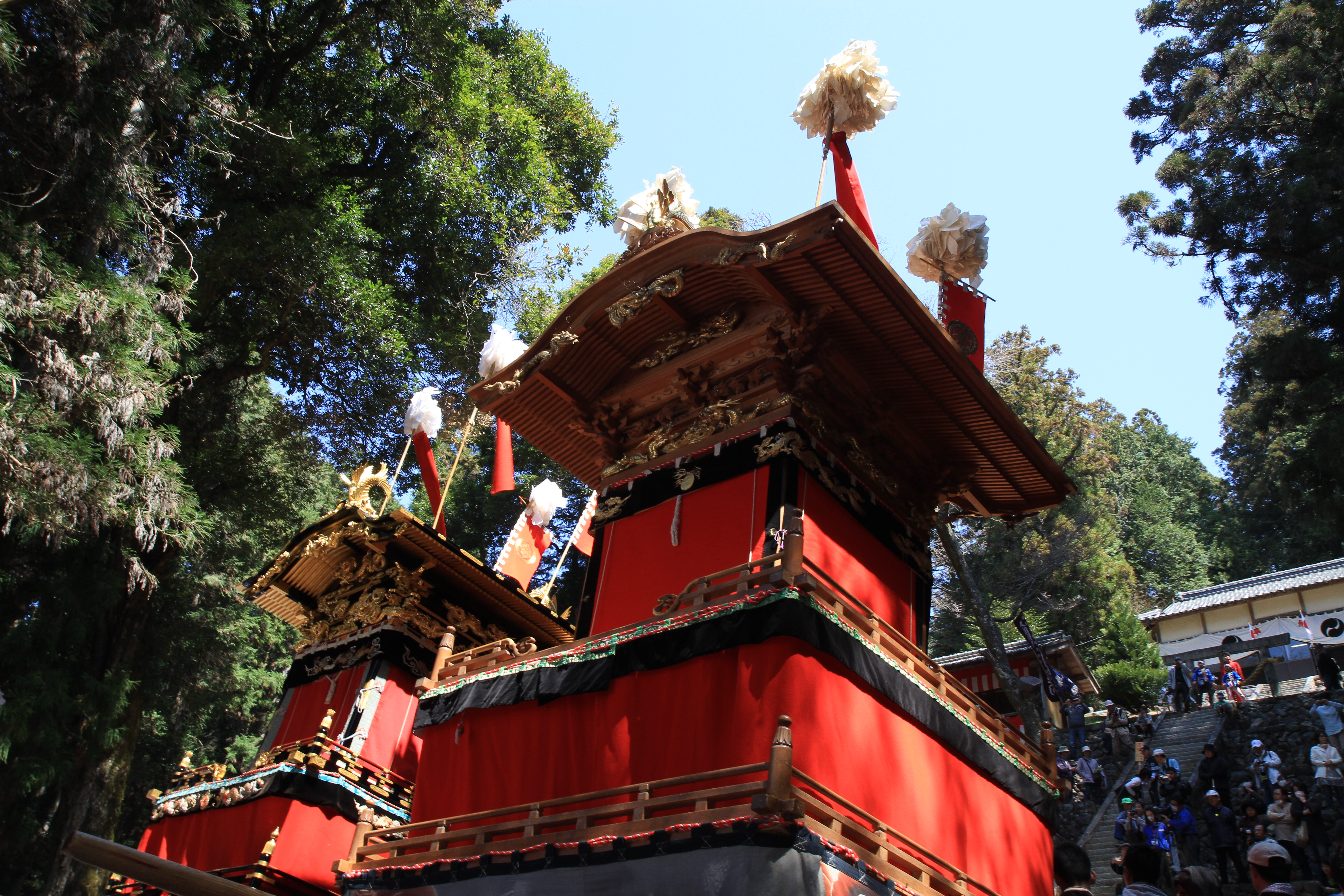
久田見まつり

## 衛生

### 医療
福地、潮見、南戸は無医地区となっている。福地に八百津町福地診療所、潮見に八百津町潮南診療所が設けられ、医師が出張している。
厚生労働省の2008年から2012年までの統計によれば、八百津町における急性心筋梗塞（心臓発作）の死亡率は全国平均に対して男性で3.8倍、女性で3.9倍であり、人口1万人以上の市区町村で最も高い。

## 出来事

### 口裂け女
『週刊朝日』1979年6月29日号には八百津町に口裂け女が出没したという記事が掲載され、口裂け女は社会問題となった。

### 豚熱
2018年9月に岐阜市の養豚場で豚熱の感染が確認されて以降、野生イノシシを介して感染が広がる中、最初に感染が確認された養豚場から東方に約23.5キロメートル離れた八百津町和知でも11月26日に野生イノシシの感染が確認された。周辺での感染確認やそれを受けた狩猟制限により、獣肉処理施設も活動を自粛した。2019年3月からは感染が確認された他の地域とともに野生イノシシに対する経口ワクチンの散布が行われた。

## 人物
- 金子政則 - 政治家。八百津町長。
- 纐纈厚 - 歴史学者・政治学者。山口大学副学長。
- 池井戸潤 - 小説家。
- 渡辺猛之 - 政治家。参議院議員。
- 佐藤嘉風 - シンガーソングライター。
- 纐纈卓真 - 空手家。

### 杉原千畝

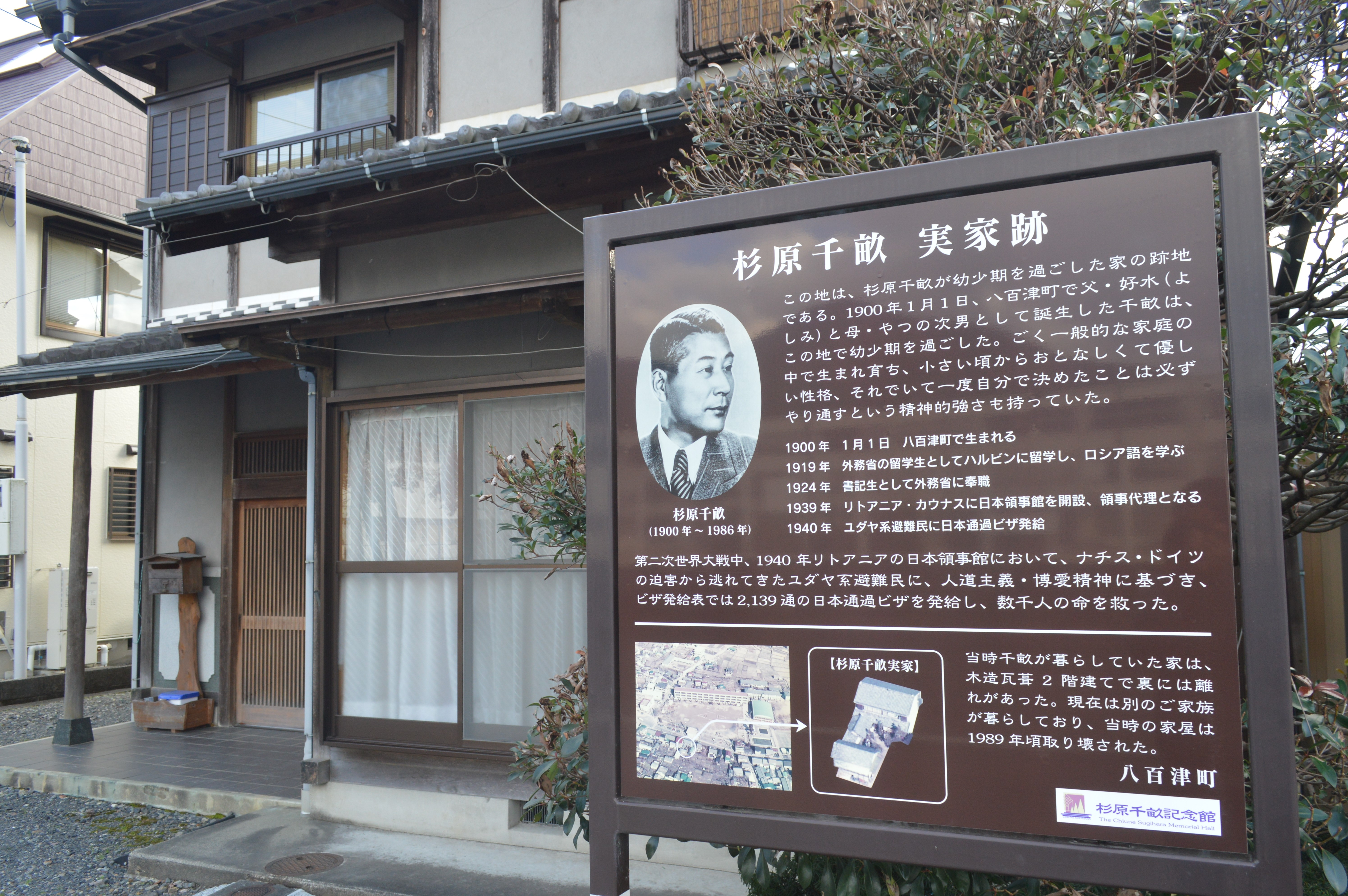
「杉原千畝実家跡」の看板

八百津町役場は八百津町が杉原千畝の出身地であると主張している。2017年（平成29年）、八百津町は杉原千畝による自筆手記2点を含む日本通過ビザ発給の記録、いわゆる「杉原リスト」の世界記憶遺産登録申請書をユネスコに提出した。一方、八百津町が管理する杉原千畝の戸籍には、武儀郡上有知町（現在の美濃市）で出生と書かれていることが判明したため、これを受けて美濃市が調査したところ、出生地とされる住所には「教泉寺」という寺があり、千畝の父である杉原好水が当時勤務していた税務署が、寺に隣接していた事がわかった。なお、杉原千畝の四男は、週刊新潮の取材に対し、ユネスコに世界記憶遺産として登録申請された手記あるいはその下書きとされている原稿には改竄の疑いがあると述べている。また、2016年12月末、日本ユネスコ国内委員会の要請に従い、「杉原リスト」登録申請書における「birth place:生誕地」の文言を「hometown:出身地」と書き改めた。さらに2017年2月中には、出生について書かれた手記と称する2通の文書を取り下げるとともに、同申請書から同町が杉原氏の「hometown:出身地」であると書かれた文章を削除していたことが明らかになった。

### 名誉町民
- 岡田菊治郎 - 実業家
- 飯田藤行 - 元八百津町町長
- 吉田茂 - 実業家